# بورولولا
بورولولا (لغات السكان الأصليين المحلية : بورولولا) هي مدينة في الإقليم الشمالي لأستراليا. تقع على نهر مكارثر نحو 50 كم المنبع من خليج كاربنتاريا.

## اقتصاد
القطاعات الاقتصادية الرئيسية في بورولولا هي السياحة والتعدين والفن. يقع منجم نهر مكارثر المثير للجدل وهو أحد أكبر مناجم الزنك والرصاص والفضة في العالم على بعد حوالي 70 كيلومتر من بورولولا. اعتبارًا من عام 2006 ، سجلت 42 شركة في المدينة وبلغ معدل البطالة 35 ٪. Waralungku Arts وهو مركز للفنون يمتلكه السكان الأصليون ويخضعون للرقابة في بورولولا أنشأ في عام 2003.